# Euphoresia maculiscutum
Euphoresia maculiscutum är en skalbagge som beskrevs 1891 av Leon Fairmaire. Arten ingår i släktet Euphoresia och familjen Melolonthidae. E. maculiscutum är känd från Gabon och lever i tropiska skogsområden.  Inga underarter finns listade i Catalogue of Life.